# Club Voleibol Barcelona Barça
El Club Voleibol Barcelona Barça (CVB Barça) és un club de voleibol femení català de Barcelona fundat el juny de 1994 amb el nom de Club Voleibol Barcelona (CVB).
Creat com a relleu del club esportiu Espanyol-Cornellà, desaparegut l'any anterior, ja que el RCD Espanyol va cedir els seus drets a la nova entitat. La temporada 1994-1995 signà un acord de patrocini amb l'empresa Winterthur. Aconseguí l'ascens a la Divisió d'Honor espanyola la temporada 1998-99, on es va mantenir durant tres temporades. No obstant, per problemes econòmics, va baixar a Primera Catalana fins que el 2004 signà un acord de col·laboració amb el FC Barcelona, formant part del club com a secció de voleibol femení i adoptant el nom de Club Voleibol Barcelona-Barça. La temporada 2004-05 ascendí un altre cop a la primera lliga espanyola, on hi juga actualment.

## Palmarès
- Lliga catalana de voleibol femenina: 
  - 2010-11, 2012-13, 2014-15, 2015-16, 016-17, 2017-18, 2018-19
- Superlliga femenina 2:
  - 2020-21, 2023-24[4]
- Copa de la Princesa:
  - 2022-23[5]